# Walter Novo Estrela
Walter, właśc. Walter Novo Estrela (ur. 20 listopada 1967 w Nazaré) – angolski piłkarz występujący na pozycji obrońcy.

## Kariera klubowa
Walter karierę rozpoczynał w 1987 roku w drugoligowym portugalskim zespole Caldas SC. Jego barwy reprezentował przez trzy sezony. Następnie, przez kolejne cztery grał w także drugoligowej Académice Coimbra. W 1994 roku został zawodnikiem pierwszoligowej Vitórii Guimarães. Przez dwa sezony w jej barwach rozegrał pięć spotkań.
W 1996 roku Walter odszedł do drużyny Leça FC, również grającej w pierwszej lidze. Spędził tam sezon 1996/1997, a potem przeniósł się do drugoligowego Gil Vicente FC. Z kolei w 1998 roku wrócił do Caldas SC, występującego już w trzeciej lidze. Jego zawodnikiem był przez dwa sezony. Następnie grał w również trzecioligowym AC Marinhense, a także w czwartoligowym AD Os Nazarenos. W 2004 roku zakończył karierę.

## Kariera reprezentacyjna
W 1996 roku Walter został powołany do reprezentacji Angoli na Puchar Narodów Afryki, zakończony przez Angolę na fazie grupowej. Zagrał na nim w meczu z Egiptem (1:2). Był to jednocześnie jedyny mecz rozegrany przez niego w kadrze.